# Гельмут Реттгер
Гельмут Реттгер (нім. Helmut Röttger; 15 грудня 1918, Мальтагьое, Німецька Південно-Західна Африка — 13 червня 1944, Норвезьке море) — німецький офіцер-підводник, капітан-лейтенант крігсмаріне.

## Біографія
3 квітня 1937 року вступив на флот. В жовтні 1939 року відряджений в морську авіацію. В березні-вересні 1942 року пройшов курс підводника. З вересня 1942 по січень 1943 року — 1-й вахтовий офіцер на підводному човні U-203, після чого пройшов курс командира човна. З 17 березня 1943 року — командир U-715. 8 червня 1944 року вийшов у свій перший і останній похід. 13 червня U-715 був потоплений в Норвезькому морі (62°55′ пн. ш. 02°59′ зх. д.) глибинними бомбами канадського летючого човна «Каталіна». 16 членів екіпажу були врятовані, 36 (включаючи Реттгера) загинули.

## Звання
- Кандидат в офіцери (3 квітня 1937)
- Морський кадет (21 вересня 1937)
- Фенріх-цур-зее (1 травня 1938)
- Оберфенріх-цур-зее (1 липня 1939)
- Лейтенант-цур-зее (1 серпня 1939)
- Оберлейтенант-цур-зее (1 вересня 1941)
- Капітан-лейтенант (1 квітня 1944)